# Monterrey Grand Prix 1977
Il Monterrey Grand Prix 1977 è stato un torneo di tennis giocato sul sintetico indoor. È stata la 1ª edizione del torneo che fa parte del World Championship Tennis 1977. Si è giocato a Monterrey in Messico dal 28 febbraio al 1º marzo 1977.

## Campioni

### Singolare maschile
Wojciech Fibak ha battuto in finale  Vitas Gerulaitis con il punteggio di 6–4 6–3

### Doppio maschile
Ross Case /  Wojciech Fibak hanno battuto in finale  Billy Martin /  Bill Scanlon con il punteggio di 3–6, 6–3, 6–4